# Carin Abicht
Carin Abicht (* 1943) ist eine deutsche Schauspielerin und Hörspielsprecherin.

## Leben
Ihre Ausbildung absolvierte Abicht von 1965 bis 1969 an der Deutschen Hochschule für Filmkunst, Potsdam-Babelsberg bei Thomas Langhoff. In dem 1969 erschienenen Spielfilm Seine Hoheit – Genosse Prinz unter der Regie von Werner W. Wallroth mit Rolf Ludwig in der Hauptrolle gab sie ihr Debüt. Anschließend spielte sie ab den 1970er Jahren in Kinofilmen und im Fernsehen verschiedene Rollen, so beispielsweise in den DEFA-Filmen Hart am Wind, Kennen Sie Urban?, Der Hammer, Chiffriert an Chef – Ausfall Nr. 5 (auch unter dem Titel Die toten Augen bekannt) oder Asta, mein Engelchen sowie Die Verlobte. In der Miniserie des Fernsehens der DDR  Hotel Polan und seine Gäste wirkte sie ebenso mit wie 1989/90 in dem Musikfilm Hard Days, Hard Nights. Im Jahr 1992 war sie in Deutschfieber, einer Fortsetzung des Films Der Willi-Busch-Report, zu sehen und 2001 in dem Thriller Holiday Affair. In einzelnen Episoden der Serien Großstadtrevier, Lisa Falk – Eine Frau für alle Fälle und Küstenwache wirkte Abicht ebenfalls mit.
Ein weiteres Beschäftigungsfeld fand Abicht an der Volksbühne Berlin, wo sie mehrere Ensembleverträge abgeschlossen hatte, sowie mit von ihr gestalteten Soloabenden und Regiearbeiten. Als Schauspieldozentin war sie am Institut für Schauspielregie Berlin und am Hamburgischen Schauspiel-Studio tätig. Als Hörspielsprecherin wirkte sie u. a. in den Reihen Ein Fall für TKKG oder Fünf Freunde mit.

## Filmografie
- 1969: Seine Hoheit – Genosse Prinz
- 1970: Hart am Wind
- 1971: Kennen Sie Urban?
- 1973: Der Hammer
- 1973: Die Hosen des Ritters von Bredow
- 1973: Aus dem Leben eines Taugenichts
- 1974: Wolz – Leben und Verklärung eines deutschen Anarchisten
- 1974: … verdammt, ich bin erwachsen
- 1979: Chiffriert an Chef – Ausfall Nr. 5;
auch bekannt als Die toten Augen
- 1980: Die Verlobte
- 1980: Don Juan – Karl-Liebknecht-Str. 78
- 1981: Asta, mein Engelchen
- 1981/1988: Jadup und Boel
- 1981: Pugowitza
- 1982: Hotel Polan und seine Gäste
- 1989: Hard Days, Hard Nights
- 1991: Großstadtrevier: Lügenbarone (Fernsehserie)
- 1992: Deutschfieber
- 1992: Schulz & Schulz IV – Neue Welten, alte Lasten
- 1995: Frauen morden leichter
- 1998: Lisa Falk – Eine Frau für alle Fälle: Ein ganz einfacher Fall (Fernsehserie)
- 1998: Großstadtrevier: Der alte Kapitän (Fernsehserie)
- 1999: Und morgen geht die Sonne wieder auf
- 1999: Holstein Lovers
- 2001: Holiday Affair
- 2001: Mörderinnen
- 2002: Der Ermittler: Der letzte Anruf (Fernsehserie)
- 2002: Stahlnetz: PSI (Fernsehserie)
- 2002: Doppelter Einsatz: Verraten und verkauft (Fernsehserie)
- 2004: Tatort – Todesbande (Fernsehreihe)
- 2005: Das Duo – Herzflimmern (Fernsehserie)
- 2006: Küstenwache: Das Totenschiff (Fernsehserie)
- 2010: Stubbe – Von Fall zu Fall – Verräter (Fernsehserie)

## Theater
- 1974: Michail Schatrow: Das Wetter für morgen (Poljanowa) – Regie: Christoph Schroth (Mecklenburgisches Staatstheater Schwerin)

## Hörspiele
- 1976: Lia Pirskawetz: Das Haus am Park – Regie: Barbara Plensat (Hörspiel – Rundfunk der DDR)
- 1981: Joachim Priewe: Heinrich Vogeler (Paula Becker) – Regie: Barbara Plensat (Biographie – Rundfunk der DDR)

## Buchpublikationen
- Vom Schweigen und vom Licht : Erzählungen. Morio Verlag, Heidelberg 2021, ISBN 978-3-945424-69-8.